# Чемпионат России по фигурному катанию 2009
Чемпионат России по фигурному катанию 2009 года — соревнование по фигурному катанию среди российских фигуристов сезона 2008/2009 года, организуемое Федерацией фигурного катания на коньках России.
На чемпионате 2009 года спортсмены соревновались в мужском и женском одиночном катании, парном фигурном катании и в спортивных танцах на льду.
Чемпионат прошёл с 24 по 28 декабря 2008 года на льду казанского дворца спорта.
Обязательный танец — финстеп.

## События
- В чемпионате не приняли участие лидеры сборной в танцах на льду Оксана Домнина и Максим Шабалин (тренирующиеся в США), посчитавшие нецелесообразным подвергаться риску возможных сложностей с акклиматизацией в преддверии чемпионата Европы[3].
- В женском одиночном разряде первое и второе места заняли двенадцатилетние Аделина Сотникова и Елизавета Туктамышева, которые из-за возрастных ограничений ИСУ в этом сезоне и в следующем не смогут участвовать не только в чемпионатах Европы и мира, но и в юниорских международных соревнованиях[4].
- По окончании чемпионата состоялось заседание тренерского совета Федерации фигурного катания России, на котором был утверждён состав сборной России на чемпионат Европы 2009 года, который проходил с 19 по 25 января в Хельсинки[5][6]:
  - Женщины — Катарина Гербольдт, Алёна Леонова (Запасные: Нина Петушкова, Оксана Гозева).
  - Мужчины — Сергей Воронов, Артём Бородулин, Андрей Лутай (Запасные: Владимир Успенский, Андрей Грязев, Константин Меньшов).
  - Пары — Юко Кавагути/Александр Смирнов , Мария Мухортова/Максим Траньков, Любовь Илюшечкина/Нодари Маисурадзе (Запасные: Ксения Красильникова/Константин Безматерных, Сабина Имайкина/Андрей Новоселов).
  - Танцы на льду — Яна Хохлова/Сергей Новицкий, Екатерина Рублева/Иван Шефер, Оксана Домнина/Максим Шабалин (Запасные: Кристина Горшкова/Виталий Бутиков, Екатерина Боброва/Дмитрий Соловьев, Анастасия Платонова/Александр Грачев)
- Также на тренерском совете был утверждён состав сборной команды России на XXIV Всемирную зимнюю Универсиаду в Харбине[6]:
  - Женщины: — Катарина Гербольдт, Алёна Леонова, Оксана Гозева (Запасные: Арина Мартынова, Александра Иевлева)
  - Мужчины: — Сергей Воронов, Артём Бородулин, Андрей Лутай (Запасные: Владимир Успенский, Константин Меньшов, Денис Леушин)
  - Парное катание: — Ксения Красильникова / Константин Безматерных, Елена Ефаева / Артём Патласов, Екатерина Шереметьева / Михаил Кузнецов (Запасные: Екатерина Васильева / Антон Токарев, Ксения Озерова / Александр Энберт)
  - Танцы на льду: — Екатерина Рублева / Иван Шефер, Кристина Горшкова / Виталий Бутиков, Екатерина Боброва / Дмитрий Соловьев (Запасные: Анастасия Платонова / Александр Грачев, Наталья Михайлова / Аркадий Сергеев, Юлия Злобина / Алексей Ситников).

## Результаты

### Мужчины
| Место | Имя                | Город           | Сумма баллов | SP | FS |
| ----- | ------------------ | --------------- | ------------ | -- | -- |
| 1     | Сергей Воронов     | Санкт-Петербург | 238,68       | 1  | 1  |
| 2     | Артём Бородулин    | Москва          | 206,78       | 2  | 2  |
| 3     | Андрей Лутай       | Санкт-Петербург | 196,81       | 3  | 3  |
| 4     | Владимир Успенский | Москва          | 194,05       | 4  | 5  |
| 5     | Андрей Грязев      | Москва          | 192,15       | 7  | 6  |
| 6     | Константин Меньшов | Санкт-Петербург | 191,72       | 8  | 4  |
| 7     | Денис Леушин       | Москва          | 189,84       | 6  | 7  |
| 8     | Иван Третьяков     | Москва          | 187,18       | 5  | 10 |
| 9     | Артём Григорьев    | Москва          | 185,60       | 9  | 8  |
| 10    | Артур Гачинский    | Санкт-Петербург | 178,86       | 13 | 9  |
| 11    | Станислав Ковалёв  | Москва          | 177,68       | 11 | 11 |
| 12    | Никита Михайлов    | Москва          | 171,96       | 14 | 12 |
| 13    | Сергей Добрин      | Санкт-Петербург | 166,12       | 12 | 13 |
| 14    | Максим Шеплонов    | Москва          | 165,27       | 10 | 14 |
| 15    | Александр Николаев | Москва          | 149,86       | 16 | 15 |
| 16    | Владислав Сезганов | Санкт-Петербург | 146,31       | 15 | 17 |
| 17    | Константин Милюков | Казань          | 139,61       | 17 | 16 |

WD = снялся с соревнований

### Женщины
| Место | Имя                   | Город                  | Сумма баллов | SP | FS |
| ----- | --------------------- | ---------------------- | ------------ | -- | -- |
| 1     | Аделина Сотникова     | Москва                 | 160,55       | 1  | 2  |
| 2     | Елизавета Туктамышева | Глазов/Санкт-Петербург | 159,88       | 5  | 1  |
| 3     | Катарина Гербольдт    | Санкт-Петербург        | 149,31       | 4  | 3  |
| 4     | Нина Петушкова        | Москва                 | 145,18       | 2  | 5  |
| 5     | Алёна Леонова         | Санкт-Петербург        | 143,49       | 3  | 6  |
| 6     | Полина Шелепень       | Москва                 | 142,34       | 9  | 4  |
| 7     | Арина Мартынова       | Москва                 | 129,17       | 11 | 7  |
| 8     | Оксана Гозева         | Москва                 | 126,59       | 6  | 10 |
| 9     | Екатерина Козырева    | Москва                 | 125,17       | 7  | 11 |
| 10    | Мария Артемьева       | Москва                 | 123,30       | 8  | 12 |
| 11    | Александра Иевлева    | Москва                 | 120,31       | 14 | 8  |
| 12    | Евгения Тарасова      | Казань/Москва          | 120,07       | 13 | 9  |
| 13    | Алима Гершкович       | Москва                 | 106,80       | 12 | 13 |
| 14    | Динара Васфиева       | Челябинск              | 103,08       | 10 | 14 |

### Пары
| Место | Имя                                           | Город           | Сумма баллов | SP | FS |
| ----- | --------------------------------------------- | --------------- | ------------ | -- | -- |
| 1     | Юко Кавагути / Александр Смирнов              | Санкт-Петербург | 201,09       | 2  | 1  |
| 2     | Мария Мухортова / Максим Траньков             | Санкт-Петербург | 185,66       | 1  | 2  |
| 3     | Любовь Илюшечкина / Нодари Майсурадзе         | Москва          | 167,44       | 4  | 3  |
| 4     | Ксения Красильникова / Константин Безматерных | Пермь           | 160,12       | 3  | 4  |
| 5     | Сабина Имайкина / Андрей Новоселов            | Пермь           | 149,42       | 5  | 6  |
| 6     | Анастасия Мартюшева / Алексей Рогонов         | Москва          | 147,33       | 6  | 5  |
| 7     | Татьяна Новик / Константин Медовиков          | Москва          | 135,77       | 7  | 7  |
| 8     | Елена Ефаева / Артём Патласов                 | Пермь           | 127,33       | 8  | 8  |
| 9     | Дарья Абдулова / Семен Степанов               | Пермь           | 122,28       | 9  | 10 |
| 10    | Екатерина Куклина / Эдуард Куштанов           | Пермь           | 119,13       | 10 | 9  |
| 11    | Ксения Столбова / Артур Минчук                | Санкт-Петербург | 110,23       | 11 | 11 |

### Танцы
| Место | Имя                                      | Город          | Сумма баллов | CD | OD | FD |
| ----- | ---------------------------------------- | -------------- | ------------ | -- | -- | -- |
| 1     | Яна Хохлова / Сергей Новицкий            | Москва         | 194,78       | 1  | 1  | 1  |
| 2     | Екатерина Рублёва / Иван Шефер           | Москва         | 176,31       | 3  | 2  |    |
| 3     | Кристина Горшкова / Виталий Бутиков      | Москва         | 172,80       | 2  | 4  |    |
| 4     | Екатерина Боброва / Дмитрий Соловьев     | Москва         | 169,24       | 4  | 5  |    |
| 5     | Анастасия Платонова / Александр Грачев   | Москва         | 164,33       | 7  | 3  |    |
| 6     | Наталья Михайлова / Аркадий Сергеев      | Москва         | 150,04       | 5  | 6  |    |
| 7     | Юлия Злобина / Алексей Ситников          | Ростов-на-Дону | 144,30       | 6  | 7  |    |
| 8     | Александра Чистякова / Владимир Курочкин | Москва         | 131,31       | 9  | 9  |    |
| 9     | Ольга Колотилина / Александр Борцов      | Москва         | 129,79       | 8  | 8  |    |
| 10    | Дарья Чупикова / Павел Гуляев            | Москва         | 99,91        | 10 | 10 |    |

## Расписание соревнований
- 25 декабря, четверг
  - 15:00—16:00 Обязательный танец
  - 16:15—16:45 Открытие соревнований
  - 17:00—19:15 Женщины, короткая программа
  - 19:30—22:00 Мужчины, короткая программа

- 26 декабря, пятница
  - 16:00—18:30 Женщины, произвольная программа
  - 18:45—20:45 Парное катание, короткая программа
  - 21:00—22:15 Оригинальный танец

- 27 декабря, суббота
  - 15:00—18:00 Мужчины, произвольная программа
  - 18:15—20:30 Парное катание, произвольная программа
  - 20:45—22:15 Произвольный танец

- 28 декабря, воскресенье
  - 14:00—14:30 Награждение победителей и призёров соревнований
  - 14:45—17:15 Показательные выступления сильнейших фигуристов